# 在佔領下：舒沙
《在佔領下：舒沙》，是一個在2012年發行的第一人稱射擊遊戲，以納戈爾諾-卡拉巴赫戰爭為背景；此遊戲據報導是首個由阿塞拜疆公民單獨開發的電子遊戲。

## 遊戲概要

《在佔領下：舒沙》的遊戲截圖，圖中可見玩家握着一支槍，玩家前方有一名阿塞拜疆士兵，還有一所房子。

玩家在此遊戲中扮演纳戈尔诺-卡拉巴赫战争中的一名阿塞拜疆士兵，他需要與亞美尼亞軍隊爭奪納戈爾諾-卡拉巴赫城市舒沙。在遊戲中，玩家需要完成不同的任務，其中一些含有暴力成分；遊戲提供的任務包括向亞美尼亞士兵開火、炸毀一座位於舒沙的建築物、拯救受傷同袍和取回文件。此遊戲呈現了舒沙的舊貌，展示當地多個地標。
《在佔領下：舒沙》可以在Windows XP、Windows Vista和Windows 7上運作，游戏檔案大小為1.4 GB；此游戏有一定的硬件需求，電腦需配置指定型號的微處理器和顯示卡，也要有1 GB的主記憶體。

## 開發和發行
《在佔領下：舒沙》由法里德·哈格韋爾傑夫開發，他是阿塞拜疆國家石油學院的一名學生，開發此遊戲時年僅19歲；他承認開發此遊戲並非只為娛樂，而是希望能支援阿塞拜疆青年的愛國精神，也旨在提升他們對阿塞拜疆當代史的了解。《在佔領下：舒沙》據報導是第一個由阿塞拜疆公民單獨開發的電子遊戲，阿塞拜疆青年和體育部為此遊戲舉行了一場官方發佈會。遊戲從概念到完工耗時兩年，哈格韋爾傑夫在石油學院招募了幾名同學，開發這個遊戲；開發人員自籌資金，亦得到家長的補貼，他們使用家用電腦、以試錯的方式創作此遊戲。哈格韋爾傑夫在舒沙被亞美尼亞佔領、當地阿塞拜疆居民被驅逐後出生，他依靠老照片來重塑舒沙的舊貌。
《在佔領下：舒沙》於2012年6月23日發行，當天正是阿塞拜疆武裝部隊日。此遊戲可供免費下載。

## 反響
《在佔領下：舒沙》得到阿塞拜疆玩家的好評，但有專家擔心此遊戲會令當地出現攻击性的情緒，亦有評論質疑此遊戲會影響纳戈尔诺-卡拉巴赫地區的和平進程。在電子遊戲網站Kotaku上，有用戶批評此遊戲的圖像相當粗糙，又認為這個遊戲基本上是一份政治宣傳。

## 外部連結
- YouTube上的İşgal Altında: Şuşa. Launch Trailer.